# Tiffany Tang
Tang Yan (en chino, 唐嫣) (Shanghái, China, 6 de diciembre de 1983), más conocida como Tiffany Tang, es una actriz y cantante china.

## Biografía
En 2002, se unió a la Academia Central de Drama (en inglés: "Central Academy of Drama") de donde se graduó en el 2006 con una licenciatura en artes escénicas.
Es buena amiga de la actriz Liu Yifei.
Salió con el actor y cantante taiwanés Roy Qiu, pero la relación finalizó en el 2013.
En 2016 comenzó a salir con el actor chino Luo Jin, la pareja se casó el 28 de octubre del 2018 en Vienna, Austria. En septiembre del 2019 se anunció que estaban esperando a su primera hija juntos.

## Carrera

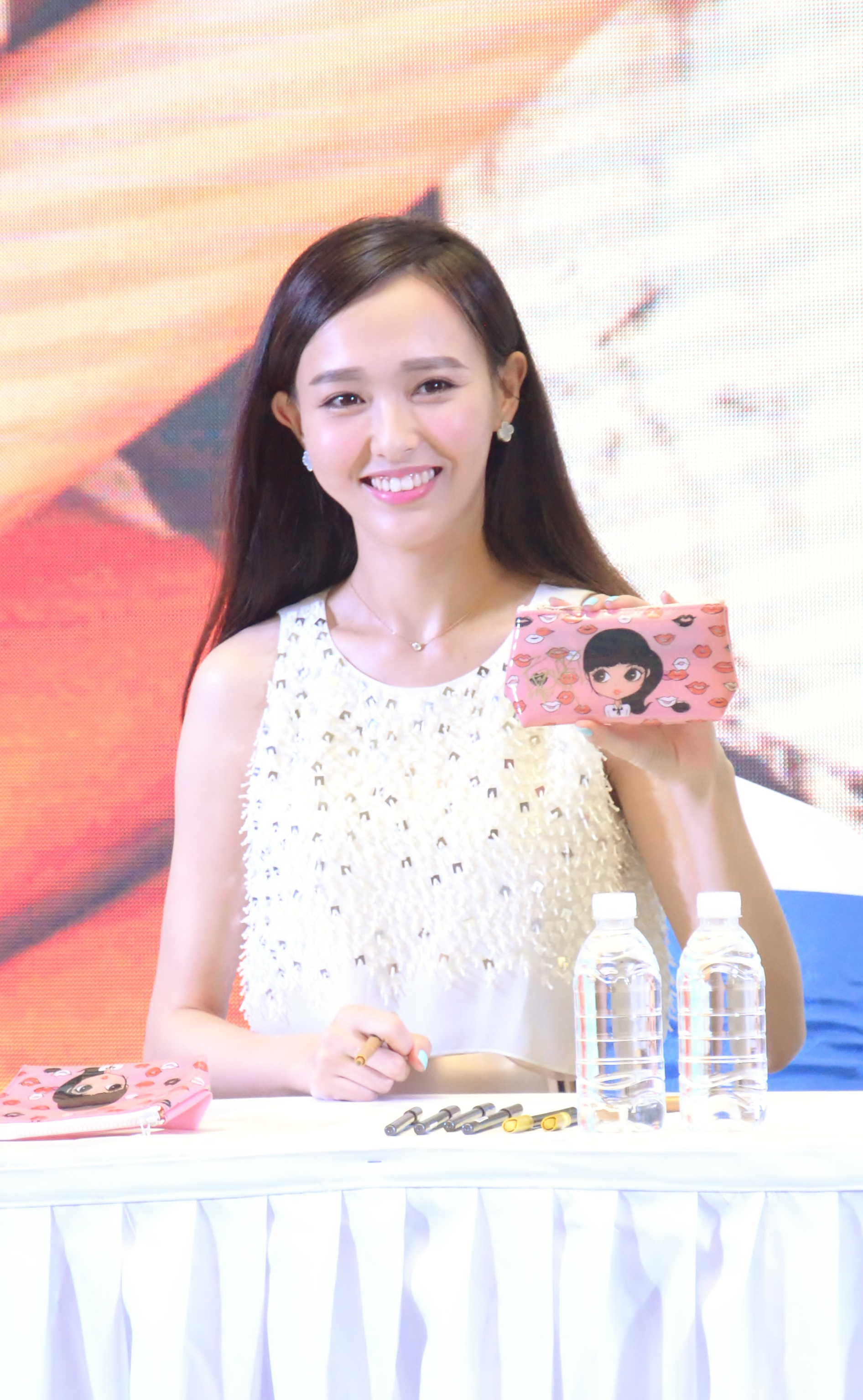
8 de junio de 2015 Función de Tiffany Tang en Nanning, Guangxi, China

El 10 de diciembre de 2009, apareció en la película The Storm Warriors donde interpretó a Chu Chu, la hija de Kirin Arm, quien acompaña a Striding Cloud (Aaron Kwok) en su viaje nómada. Previamente el personaje de Chu Chu había sido interpretado por la actriz Shu Qi durante la primera película, The Storm Riders (1998). 
Ese mismo año apareció en la serie Chinese Paladin 3 (仙剑奇侠传三) donde dio vida a Zi Xuan, una descendiente de 200 años de la diosa Nuwa. 
En febrero de 2010, se unió al elenco principal de la serie Pandamen donde interpretó a la chef Li Liya, la novia de Chi Nan Jie (Devon Song).
En julio de 2012, se unió al elenco principal de la serie Xuan-Yuan Sword: Scar of Sky donde dio vida a Dugu Ningke, la Princesa de la Dinastía Sui, cuya identidad real es la de ser la hija del Señor de los Demonios (Guo Hongqing), que es enviada para espiar a aquellos que obtenían los misteriosos artefactos. 
El 11 de noviembre de 2013 se unió al elenco principal de la serie Ad Mania donde interpretó a Ruan Xinli, una directora de las marcas de la compañía "Li Tian Ad Company" y la novia de Long Tianjue (Raymond Lam). 
El 21 de abril de 2014 se unió al elenco principal de la serie Perfect Couple donde dio vida a Yu Qilin, una huérfana experta en artes marciales que luego de ser adoptada, ayuda a su madre adoptiva a buscar a su hijo casándose con el detective Jin Yuan Bao (Wallace Huo).
El 10 de enero de 2015, se unió al elenco principal de la serie My Sunshine donde interpretó a la fotógrafa profesional Zhao Mosheng, hasta el final de la serie el 25 de enero del mismo año. La actriz Wu Qian interpretó a Mosheng de joven. 
El 28 de enero del mismo año se unió al elenco principal de la serie Lady & Liar donde dio vida a Jiang Xin también conocida como "Lady", una mujer de buen corazón y pura que luego de haber vivido en la pobreza durante años descubre que es hija de un hombre rico de negocios cuando vas a vender su collar para canjear dinero para la medicina de su padre adoptivo, hasta el final de la serie el 21 de febrero del mismo año.
El 4 de febrero del mismo año se unió al elenco principal de la serie Legend of Fragrance donde interpretó a Le Yan cuyo nombre real es An Ruohuan, la hija de biológica de An Shengqiu (Lu Xingyu) y Xiang Xueyin (Tang Yixin), que es adoptada por Madame Wen y que posee un buen sentido del olfato, hasta el final de la serie el 2 de marzo del mismo año.
Ese mismo año se unió al elenco recurrente de la serie Master of Destiny donde dio vida a Tang Yiyi, la hermana de Tang Qiqi, media hermana mayor de Suki Poon Siu-kei (Michelle Hu) y novia de Cho Chi-yuen (Kenny Wong), que muere durante un accidente automovilístico. 
En junio del mismo año se unió al elenco principal de la serie The Lost Tomb donde interpretó a Ah Ning, una ladrona de tumbas cuyos motivos no son claros. 
El 22 de julio del mismo año, se unió al elenco principal de la serie Diamond Lover donde dio vida a Mi Meili, una aspirante a diseñadora de joyas, que debido a su apariencia obesa sufre de baja autoestima, pero luego de tener una transformación radical cambia su nombre a "Mi Duo" y se convierte una persona más segura, hasta el final de la serie el 24 de agosto del mismo año.
El 26 de septiembre del mismo año apareció como invitada en el episodio "YaoChen Tiffany Tang Have Short Memories" del programa chino Happy Camp junto a Yao Chen. 
El 11 de noviembre del mismo año se unió al elenco de la serie The Princess Weiyoung donde interpretó a la bondadosa Feng Xin'er, la Princesa Li Weiyoung, quien se convierte en una mujer vengativa y astuta luego de que su reino es destruido, pero al darse cuenta de que el bienestar de sus ciudadanos es más importante que su venganza personal, decide convertirse en una reina sabia, hasta el final de la serie el 9 de diciembre del mismo año. 
Ese mismo año apareció como invitada en el undécimo episodio de la segunda temporada del programa chino Hurry Up, Brother (también conocida como Keep Running) junto a Liu Yan, donde formó parte del equipo "Red Team" junto a Li Chen y Wang Zulan.
El 1 de julio de 2016, apareció en la película Bounty Hunters donde dio vida a Cat, heredera mandona que se une al equipo de Lee San (Lee Min Ho) y Ayo (Wallace Chung), para localizar a los responsables de una serie de atentados que han ocurrido en el círculo hotelero internacional. 
El 14 de mayo de 2018, se unió al elenco principal de la serie The Way We Were donde interpretó a Xiao Qing, una aspirante a abogada que termina convirtiéndose en testigo de las actividades criminales del político Shu Wang (Wang Zhiwen), hasta el final de la serie el 10 de junio del mismo año.
El 16 de julio del 2019 se unió al elenco principal de la serie See You Again donde dio vida a Shi Jian, una mujer que mientras se encuentra en un viaje para ver a su esposo, se topa con un accidente que la transporta al pasado a través de sus sueños, hasta el final de la serie el 7 de agosto del mismo año.
El 3 de noviembre de 2020 se unió al elenco principal de la serie The Legend of Xiao Chuo (燕云台) donde interpretó a la Emperatriz Xiao Yanyan de la Tribu Kitán, una mujer que se vuelve la consorte del Emperador y una de las mujeres más poderosas de la Dinastía Liao, hasta el final de la serie el 22 de noviembre del mismo año.

## Filmografía

### Televisión
| Año             | Título                          | Personaje              | Notas        |
| --------------- | ------------------------------- | ---------------------- | ------------ |
| 2022 - presente | The Unknown Detective           | Yang Xue               |              |
| 2021 - presente | Blossoms Shanghai               | -                      | [ 15 ]       |
| 2020            | The Legend of Xiao Chuo         | Emperatriz Xiao Yanyan | 48 episodios |
| 2019            | See You Again                   | Shi Jian               | 45 episodios |
| 2018            | The Way We Were                 | Xiao Qing              | 50 episodios |
| 2018            | Hero's Dream                    | Nv Xi                  | (cameo)      |
| 2016            | The Princess Weiyoung           | Princesa Li Weiyoung   | 54 episodios |
| 2015            | Woman on the Breadfruit Tree    | Cheng Yun              |              |
| 2015            | Diamond Lover                   | Mi Duo (Mi Meili)      | 68 episodios |
| 2015            | The Lost Tomb                   | Ah Ning                | 12 episodios |
| 2015            | Master of Destiny               | Tang Yiyi              |              |
| 2015            | Legend of Fragrance             | Le Yan (An Ruohuan)    | 42 episodios |
| 2015            | Lady & Liar                     | Jiang Xin              | 46 episodios |
| 2015            | My Sunshine                     | Zhao Mosheng           | 36 episodios |
| 2014            | The Lady in Cubicle             | Tan Bin                |              |
| 2014            | Perfect Couple                  | Yu Qilin               | 45 episodios |
| 2013            | Ad Mania                        | Ruan Xinli             |              |
| 2013            | Agent X                         | Zhong Li               |              |
| 2012            | A Beauty in Troubled Times      | Zhang Lianxin          |              |
| 2012            | Xuan-Yuan Sword: Scar of Sky    | Dugu Ningke            | 35 episodios |
| 2011            | Waking Love Up                  | Liu Xiaobei            | 40 episodios |
| 2011            | Unbeatable 2                    | Tang Qiqi              |              |
| 2011            | My Daughter                     | Xia Tianmei            |              |
| 2010            | Dream to be Honorable 1942      | Zhao Dongmei           |              |
| 2010            | Lightning Marriage              | Han Jinbei             |              |
| 2010            | Pandamen                        | Li Liya                |              |
| 2009            | Chinese Paladin 3               | Zi Xuan                |              |
| 2009            | Born After 80                   | An Wen                 |              |
| 2009            | Life Without Language           | Zhu Ling               |              |
| 2008            | Modern Beauty                   | Li Wei                 |              |
| 2007            | Spring Comes Early in Grassland | Hasi Gaowa             |              |
| 2007            | The Story of Zhen Guan          | Cai Ji                 |              |
| 2006            | Feng Man Lou                    | Zhou Yutong            | 38 episodios |

### Películas
| Año  | Título                          | Personaje        | Notas                                                                             |
| ---- | ------------------------------- | ---------------- | --------------------------------------------------------------------------------- |
| 2019 | The Three-Body Problem          | Kun Yufei        | junto a Feng Shaofeng, Zhang Jingchu, Hans Zhang y David Woodley                  |
| 2018 | Europe Raiders                  | Miss Wang        | junto a Tony Leung Chiu-wai, Kris Wu, Du Juan y George Lam                        |
| 2017 | Cook Up a Storm                 | Uni / Hai Danmei | junto a Nicholas Tse, Jung Yong-hwa, Ge You y Michelle Bai                        |
| 2016 | A Chinese Odyssey Part Three    | Zixia            | junto a Han Geng, Wu Jing, Karen Mok, Juck Zhang, He Jiong, Zhang Yao y Wang Yibo |
| 2016 | Bounty Hunters                  | Kat              | junto a Lee Min Ho, Wallace Chung, Jeremy Tsui, Karena Ng y Louis Fan             |
| 2016 | MBA Partners                    | Gu Qiaoyin       | junto a Yao Chen, Hao Lei, Li Chen, Wang Yibo, Aaron Kwok y Lam Suet              |
| 2015 | Chronicles of the Ghostly Tribe | Cao Weiwei       | junto a Mark Chao, Yao Chen, Rhydian Vaughan y Li Chen                            |
| 2014 | For Love or Money               | Ming Zhen        | junto a Rain, Liu Yifei, Wang Xuebing, Joan Chen y Shao Feng                      |
| 2012 | Finding Love                    | Li Hui           | corto                                                                             |
| 2011 | East Meets West 2011            | Ah Qiao          | junto a Kenny Bee, Eason Chan, Ekin Cheng, Yang Mi, William Chan y Qiao Renliang  |
| 2011 | Preserve                        | Tangtang         |                                                                                   |
| 2009 | The Storm Warriors              | Chu Chu          | junto a Aaron Kwok, Ekin Cheng, Simon Yam, Charlene Choi y Nicholas Tse           |
| 2009 | Looking for Jackie              | Espadachina      | junto a Zhang Yishan, Jackie Chan y Hua Tian                                      |
| 2009 | Qingchun Chuji 2 Shengsi Jiuzhu | Ying Jia         |                                                                                   |
| 2008 | Dowry                           | Zhen Zhu         |                                                                                   |
| 2007 | Dangerous Games                 | Tang Tang        |                                                                                   |
| 2007 | Bullet & Brain                  | Xiao Yu          |                                                                                   |
| 2007 | Farewell for Love               | Hu Yan           |                                                                                   |

### Programas de variedades
| Año                    | Título                           | Notas                  |
| ---------------------- | -------------------------------- | ---------------------- |
| 2021                   | Ace vs Ace S6                    | invitada               |
| 2015, 2016, 2017, 2020 | Happy Camp                       | 8 episodios - invitada |
| 2015                   | Hurry Up, Brother (Keep Running) | ep. #11 - invitada     |

### Videos musicales
| Año  | Artista       | Título                            | Notas                        |
| ---- | ------------- | --------------------------------- | ---------------------------- |
| 2015 | Yida Huang    | I Don't Cry (我不哭)              | apareció en el video musical |
| 2009 | Hu Ge         | Do You Dare to Love (敢不敢爱)    | apareció en el video musical |
| 2009 | Qiao Renliang | Diamond (钻石)                    | apareció en el video musical |
| 2008 | Huang Yue     | Brothers (兄弟)                   | apareció en el video musical |
| 2007 | Richie Jen    | Zhu Xian Love (诛仙恋)            | apareció en el video musical |
| 2007 | Richie Jen    | Zhu Xian I Come Back (诛仙我回来) | apareció en el video musical |

### Eventos
| Año  | Título           | Notas |
| ---- | ---------------- | ----- |
| 2021 | 2020 Weibo Night |       |

### Anuncios
| Año  | Título                      | Notas            |
| ---- | --------------------------- | ---------------- |
| 2020 | Leysen Jewelry              |                  |
| 2020 | Shiseido                    |                  |
| -    | Fantasy Zhu Xian (梦幻诛仙) | (juego en línea) |

### Revistas / sesiones fotográficas
| Año  | Título             | Notas                      |
| ---- | ------------------ | -------------------------- |
| 2019 | Leysen Jewelry     |                            |
| 2019 | Cosmopolitan China | (publicación de diciembre) |

## Discografía

### Álbumes
| Año  | Álbum                | Notas |
| ---- | -------------------- | ----- |
| 2012 | "Candy Heart" (糖心) |       |

### Sencillos
| Año  | Canción                                      | Álbum                                 | Notas                          |
| ---- | -------------------------------------------- | ------------------------------------- | ------------------------------ |
| 2016 | "Heavenly Gift" (天賦)                       | OST de "The Princess Weiyoung"        | junto a Luo Jin                |
| 2015 | "Tomorrow" (明天)                            | OST de "Woman on the Breadfruit Tree" |                                |
| 2015 | "Long Time No See" (好久不見)                | OST de "My Sunshine"                  |                                |
| 2014 | "Searching for Him" (众里寻他)               | -                                     | (canción para 吞噬苍穹 Online) |
| 2013 | "Defending My Sunshine" (捍衛陽光)           | OST de "Agent X"                      |                                |
| 2012 | "Hello Tomorrow" (明天,你好!)                | OST de "Finding Love"                 | junto a Luo Jin                |
| 2012 | "Using a Lifetime to Reminisce" (用一生回憶) | OST de "A Beauty in Troubled Times"   |                                |
| 2010 | "Love Attraction" (愛情引力)                 | OST de "Pandamen"                     |                                |
| 2009 | "I Am Invisible" (我透明)                    | -                                     |                                |

### Videos musicales
| Año  | Canción                        | Notas |
| ---- | ------------------------------ | ----- |
| 2014 | "Searching for Him" (众里寻他) |       |
| 2009 | "I Am Invisible" (我透明)      |       |

### Otros
| Año  | Canción | Álbum | Notas                                                                                          |
| ---- | ------- | ----- | ---------------------------------------------------------------------------------------------- |
| 2020 |         | -     | (canción en homenaje a aquellos en la primera línea de la batalla contra COVID-19 en Shanghái) |

## Premios y nominaciones
| Año  | Categoría                                 | Premio                                       | Series / Películas           | Resultado |
| ---- | ----------------------------------------- | -------------------------------------------- | ---------------------------- | --------- |
| 2017 | All-Rounded Artist of the Year            | Tencent Video Star Award                     | -                            | Ganó      |
| 2017 | Media's Most Anticipated Actress          | 2nd China Quality Television Drama Ceremony  | The Princess Weiyoung        | Ganó      |
| 2017 | Most Marketable Actress                   | 2nd China Quality Television Drama Ceremony  | The Princess Weiyoung        | Ganó      |
| 2017 | Best Actress                              | 22nd Huading Award                           | The Princess Weiyoung        | Ganó      |
| 2017 | Top 10 Audience's Favorite TV Star        | 22nd Huading Award                           | The Princess Weiyoung        | Ganó      |
| 2016 | Most Popular Actress                      | 8th China TV Drama Award                     | The Princess Weiyoung        | Ganó      |
| 2016 | Best Actress                              | 8th Macau International Movie Festival       | A Chinese Odyssey Part Three | Nominada  |
| 2016 | Golden Eagle Goddess                      | 11th China Golden Eagle TV Art Festival      | -                            | Ganó      |
| 2015 | Audience's Favorite Character             | 7th China TV Drama Award                     | Diamond Lover                | Ganó      |
| 2015 | Actress with the Most Media Appeal        | 7th China TV Drama Award                     | -                            | Ganó      |
| 2015 | Best Supporting Actress                   | 3rd China International Film Festival London | For Love or Money            | Ganó      |
| 2015 | Best Actress (Revolution-Era Drama)       | 17th Huading Award                           | Legend of Fragrance          | Nominada  |
| 2015 | Best Actress (Contemporary Drama)         | 17th Huading Award                           | My Sunshine                  | Ganó      |
| 2015 | Best Actress                              | 17th Huading Award                           | My Sunshine                  | Nominada  |
| 2015 | Best Actress (Ancient Drama)              | 17th Huading Award                           | Perfect Couple               | Nominada  |
| 2014 | Most Popular Couple (junto a Wallace Huo) | 6th China TV Drama Award                     | Perfect Couple               | Ganaron   |
| 2014 | Most Popular Actress                      | 5th China Student Television Festival        | Perfect Couple               | Ganó      |
| 2014 | Best Actress (Revolution-Era Drama)       | 13th Huading Award                           | Agent X                      | Nominada  |
| 2013 | Most Commercially Valuable Actress        | 5th China TV Drama Award                     | -                            | Ganó      |
| 2012 | Best Actress (Fantasy Drama)              | 8th Huading Award                            | Xuan-Yuan Sword: Scar of Sky | Nominada  |
| 2012 | Media Recommended Actress                 | 4th China TV Drama Award                     | -                            | Ganó      |
| 2012 | Most Popular TV Actress (Mainland China)  | 3rd LeTV Entertainment Award                 | -                            | Ganó      |
| 2011 | Most Popular Actress (Mainland China)     | 3rd China TV Drama Award                     | My Daughter                  | Ganó      |
| 2011 | Most Popular TV Actress (Mainland China)  | 1st LeTV Entertainment Award                 | -                            | Ganó      |
| 2007 | Best Actress (Film)                       | 13th Shanghai Television Festival            | Farewell for Love            | Nominada  |
| 2007 | Best New Actress                          | 10th Beijing College Student Film Festival   | Farewell for Love            | Nominada  |